# Friedrich Thuma
Friedrich Ludwig Thuma (* 6. November 1873 in Biberach an der Riß; † 15. März 1963 ebenda) war ein deutscher Bildhauer und Maler.

## Leben
Wie sein Vater, der Altarbauer Friedrich Thuma sen. (* 1829 in Erolzheim, in der Nähe von Ochsenhausen, Landkreis Biberach; † 1882 in Biberach), wurde er Bildhauer. Er erlernte das Bildhauer-Handwerk in Oberammergau und schrieb sich am 4. Mai 1905 für ein Studium an der Münchner Kunstakademie bei Balthasar Schmitt ein. Er studierte zudem an der Stuttgarter Kunstakademie bei Adolf von Donndorf, dessen Meisterschüler er war, und bei Ludwig Habich. In Stuttgart erhielt er die silberne und die goldene Medaille der Kunstakademie. Zu weiteren Studien hielt er sich 1907/1908 in Rom auf.
Viele Jahre lebte Friedrich Thuma in Stuttgart und arbeitete in einem der großen Künstlerateliers des Vereins Württembergischer Kunstfreunde nahe der Kunstakademie. Er war auch für die Württembergische Metallwarenfabrik in Geislingen an der Steige tätig, seine Modelle wurden dort in Bronze gegossen. Im Juli 1944 verlor er durch einen Bombenangriff auf Stuttgart den Großteil seines künstlerischen Werks und seine persönliche Habe. In seiner Heimat Biberach fand er eine Bleibe im Bürgerheim und schließlich auch wieder eine, wenn auch recht bescheidene, Arbeitsstätte in einem Raum des historischen Schlachthauses „Alte Stadtmetzig“. In späteren Jahren (etwa ab 1950) wirkte Thuma auch als Maler; noch 1955 stellte er aus.
Friedrich Thuma war unverheiratet und kinderlos. Er starb verarmt im 90. Lebensjahr im Bürgerheim Biberach, einer Einrichtung des Hospitals zum Heiligen Geist in Biberach.

## Rezeption
Adam Kuhn schrieb 1929 über ihn: „Friedrich Thuma … ist ein feinsinniger Künstler eigener Prägung. Seine Schöpfungen finden überall großen Anklang.“
Die Schwäbische Zeitung schrieb im November 1953 über Thuma: „Seine Plastiken sind im ganzen Schwabenland verstreut und atmen edle Form, Einfachheit und dadurch stille Größe.“

## Werk
- 1911: Statue des Elias auf dem Berg Karmel in Palästina
- 1912: drei Reliefs für das Stuttgarter Hoftheater
- vor 1919: Skulptur „Der Kuss“ (Mahagoni), ausgestellt im Rahmen der württembergischen Landeskunstsammlungen im ehemaligen Kronprinzenpalais in Stuttgart[4] (verschollen; nach Auskunft der Staatsgalerie Stuttgart anscheinend im Zweiten Weltkrieg durch Bombenangriff zerstört)
- 1922: Grabdenkmal für den ermordeten Politiker Matthias Erzberger in Biberach
- o. J.: „Bergmann mit Pike und Lampe“[5]

Mehrere Plastiken und Gemälde Thumas finden sich im Museum Biberach. Viele seiner Holzskulpturen kamen in privaten Besitz.

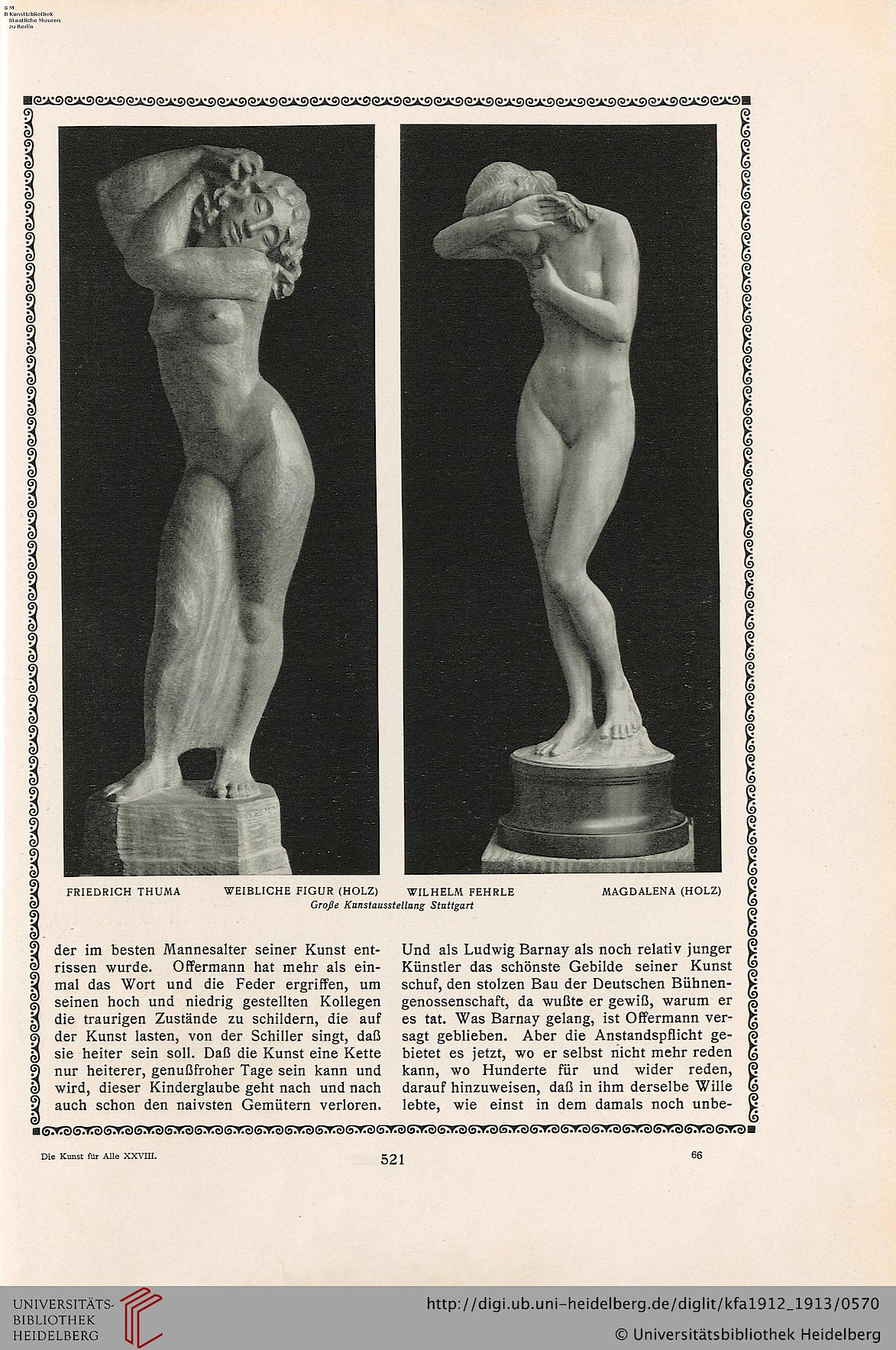
Magdalena (1913)[7] (Irreführende Bildunterschrift: Die Künstlernamen sind vertauscht).
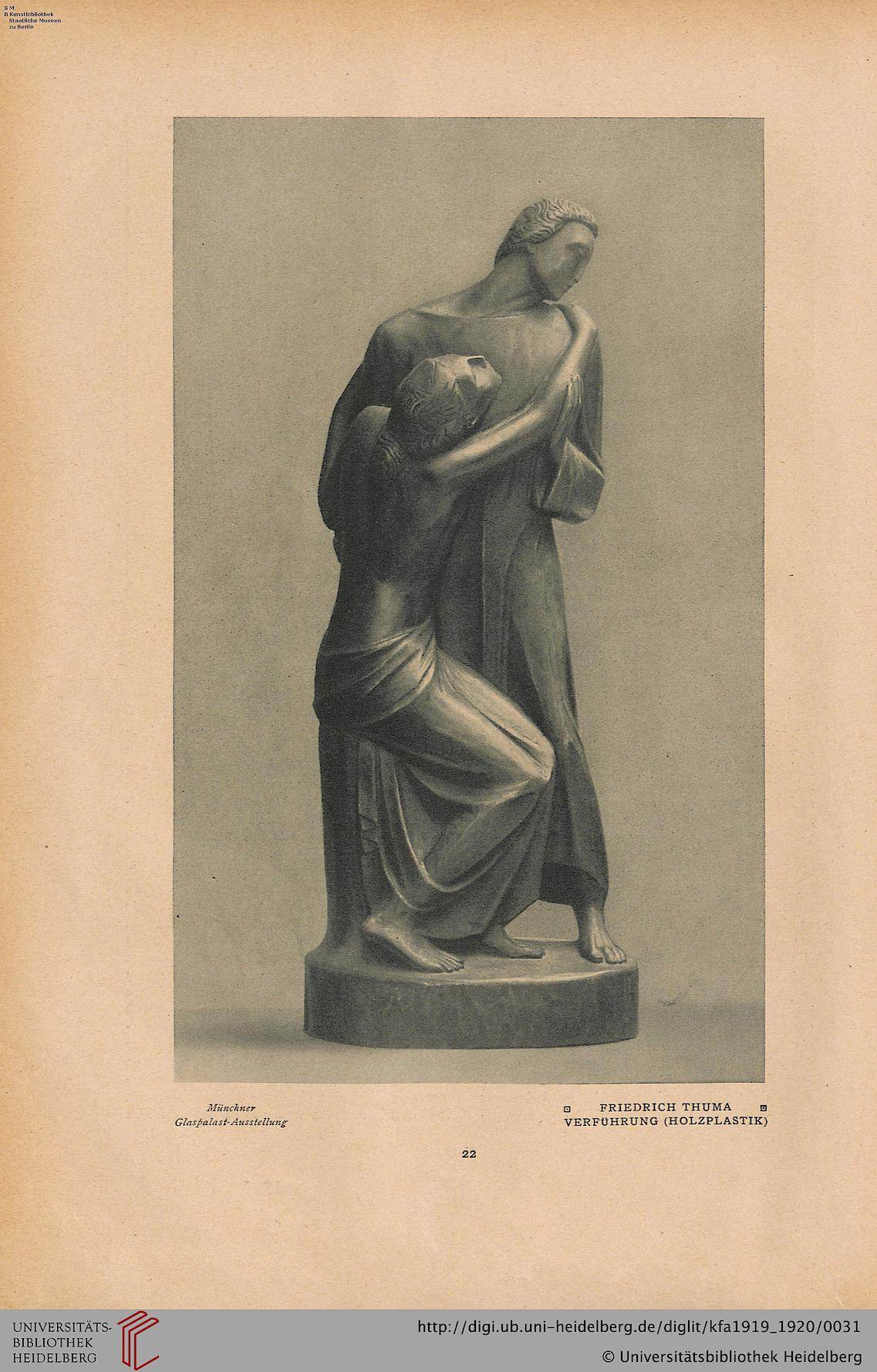
Verführung (1919)
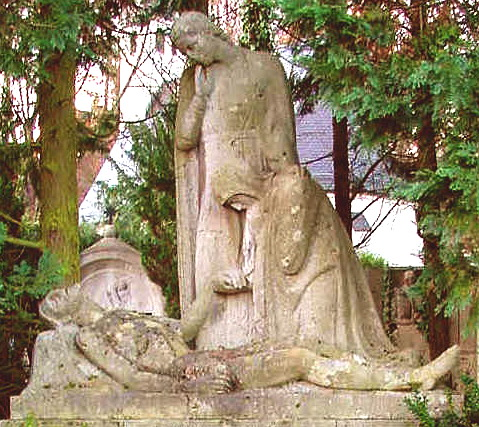
Skulptur des Grabmals für Matthias Erzberger (1922)

Bauschmuck bzw. Ausstattung für katholische Kirchen
- 1908: „Martinus-Gruppe“ (mit Reiterstatue) in der Stadtpfarrkirche von Biberach
- 1928: Altarkreuz mit Christusfigur („Christus als Weltenrichter“) in der Christkönigkirche in Stuttgart-Vaihingen[9]
- um 1928: Seitenaltar-Reliefs „Unbefleckte Empfängnis“ und „Apostel Andreas“ in der Kirche St. Petrus Canisius in Friedrichshafen
- um 1928: „Evangelisten mit Christus als Lehrer“ in der Kirche St. Mariä Himmelfahrt in Stuttgart-Degerloch[9] (Zweitausführung in der Konrads-Kapelle in Stuttgart-Stafflenberg)
- o. J.: Pietà in der Kirche St. Josef in Herrenberg
- um 1937/38 Gallus-Patronale für Baiertal[10] und Maria-Krönung-Patronale für Schramberg[11] sowie vermutlich weitere Patronalia für den St. Georg-Verlag, die in Serie (50–500 Exemplare) bei der Staatlichen Majolika Manufaktur in Karlsruhe aus Terracotta hergestellt wurden

Ehrenmale für Gefallene des Ersten Weltkriegs
- Gefallenen-Ehrenmal in Albstadt-Onstmettingen
- Gefallenen-Ehrenmal in Albstadt-Pfefflingen
- Gefallenen-Ehrenmal in Erolzheim
- Gefallenen-Ehrenmal des (1. Schlesischen) Jäger-Bataillons Nr. 5 „von Neumann“ in Hirschberg in Schlesien
- Gefallenen-Ehrenmal in Sontheim an der Brenz
- Gefallenen-Ehrenmal in Stuttgart-Wangen